# Alexandr Samokuťajev
Alexandr Michajlovič Samokuťajev (rusky Александр Михайлович Самокутяев, * 13. března 1970 v Penze, RSFSR, SSSR) byl původně pilot ruského vojenského letectva, v letech 2003–2017 byl ruským kosmonautem, členem oddílu kosmonautů CPK. Od roku 2008 se připravoval na svůj první kosmický let na Mezinárodní vesmírnou stanici (ISS) jako člen Expedice 27/28, do vesmíru vzlétl začátkem dubna 2011 a přistál v polovině září 2011. Podruhé do vesmíru vzlétl jako člen Expedice 41/42 v září 2014, opět na půl roku.

## Život

### Mládí
Alexandr Samokuťajev pochází z povolžské Penzy, po střední škole byl přijat ke studiu na místním polytechnickém institutu, ale už následující rok přestoupil na Černigovskou vojenskou vysokou leteckou školu (Черниговское Высшее военное авиационное училище летчиков), absolvoval ji roku 1992.
Po studiu zůstal v Černigově jako instruktor, později byl přeložen ve stejné funkci na vrtulníkovou školu na Ukrajině, poté sloužil na Dálném východě. V letech 1998–2000 studoval na Gagarinově vojenské letecké akademii, načež byl jmenován náčelníkem organizačně-plánovacího oddělení 2. správy Střediska přípravy kosmonautů (CPK).

### Kosmonaut
Přihlásil se k výběru kosmonautů a 29. května 2003 získal doporučení Státní meziresortní komise k zařazení do oddílu kosmonautů CPK. Absolvoval dvouletou všeobecnou kosmickou přípravu a 5. července 2005 získal kvalifikaci zkušební kosmonaut.
Byl zařazen mezi kosmonauty připravující se na lety na Mezinárodní vesmírnou stanici (ISS). V červenci 2008 byl včleněn do záložní posádky Expedice 25 (start v září 2010). V říjnu 2008 byl vybrán do hlavní posádky Expedice 27, jejíž start v Sojuzu TMA-21 je plánován na březen 2011. Jmenování oficiálně potvrdila NASA v říjnu 2009.

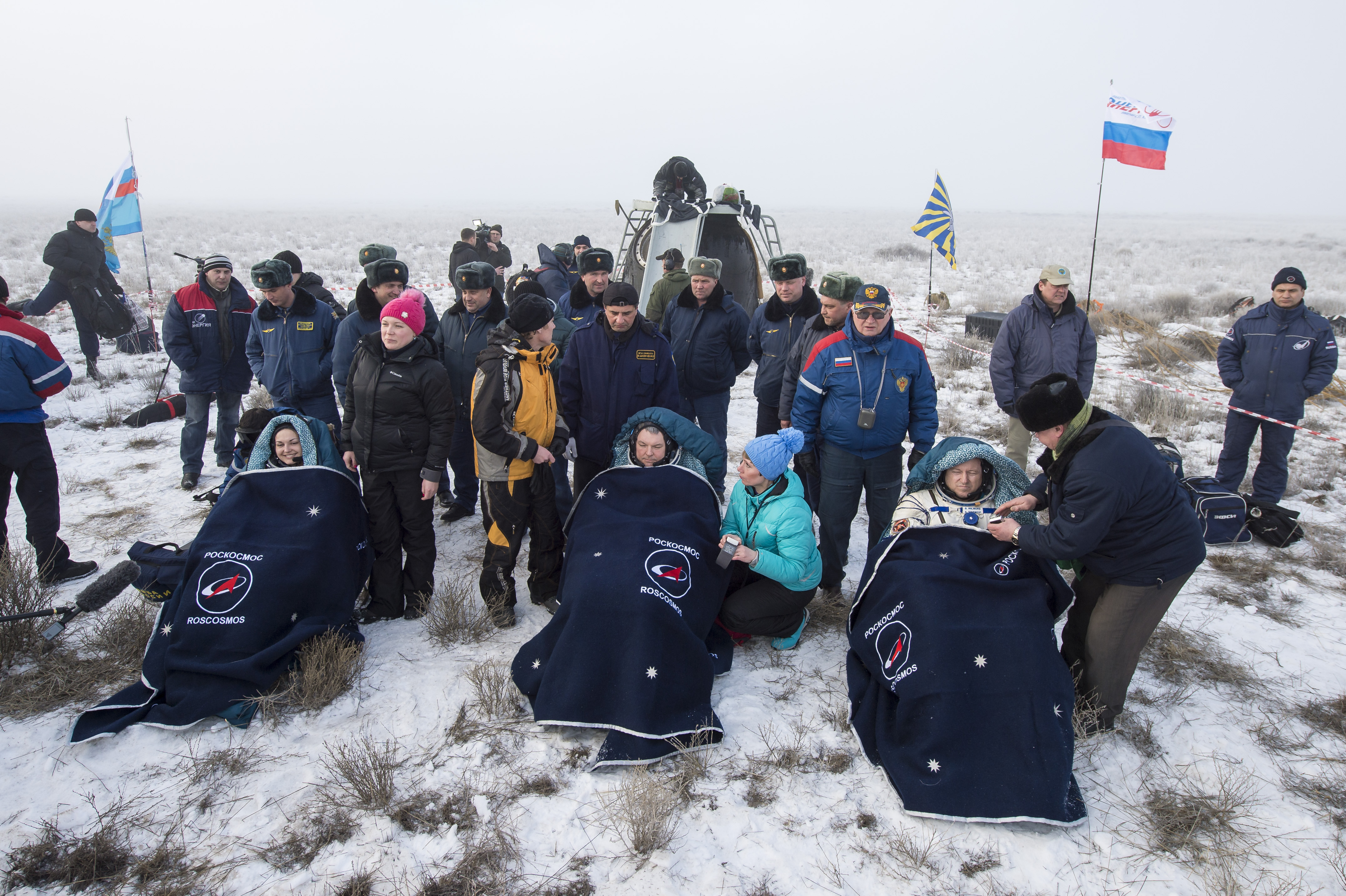
Posádka Sojuzu TMA-14M před přistávacím modulem nedlouho po přistání, zleva Serovová, Samokuťajev Wilmore

K prvnímu letu odstartoval v lodi Sojuz TMA-21 z kosmodromu Bajkonur 4. dubna 2011 v 22:18 UTC ve funkci velitele lodi společně s palubními inženýry Andrejem Borisenkem a Ronaldem Garanem. Po dvoudenním letu se 6. dubna Sojuz spojil s Mezinárodní vesmírnou stanicí. Na ISS pracoval ve funkci palubního inženýra Expedic 27 28, jednou vystoupil do vesmíru. Po 164 dnech letu přistál s kolegy Borisenkem a Garanem v Sojuzu TMA-21 v Kazachstánu, 150 km jihovýchodně od Džezkazganu.
V létě (květen–červenec) byl uvolněn z armády. Po odchodu Dmitrije Kondraťjeva z oddílu kosmonautů ho nahradil (v září 2012) v Expedici 41/42 s očekávaným startem v září 2014 v Sojuzu TMA-14M s Jelenou Serovovou a Barry Wilmorem. Ke svému druhému letu odstartoval 25. září 2014 na palubě Sojuzu TMA-14M ve funkci velitele lodi. Po necelých šesti hodinách letu se Sojuz spojil se stanicí ISS a kosmonauti se zapojili do práce Expedice 41. Na ISS Samokuťajev opět zastával funkci palubního inženýra a opět vystoupil na povrch stanice. Dne 12. března 2015 se se Serovovou a Wilmorem vrátil na Zem.
Roku 2015 se stal zástupcem velitele oddílu kosmonautů, k 22. květnu 2017 ztratil status aktivního kosmonauta, přitom však zůstal zástupcem velitele oddílu jako takzvaný „kosmonaut-manažer“.
Alexandr Samokuťajev je ženatý, má jednu dceru.

## Vyznamenání
- Hrdina Ruské federace (25. června 2012),[1]
- Letec-kosmonaut Ruské federace (25. června 2012),[1]
- Řád Za zásluhy o vlast IV. třídy (15. února 2016).[1]